# Расовая сегрегация в США

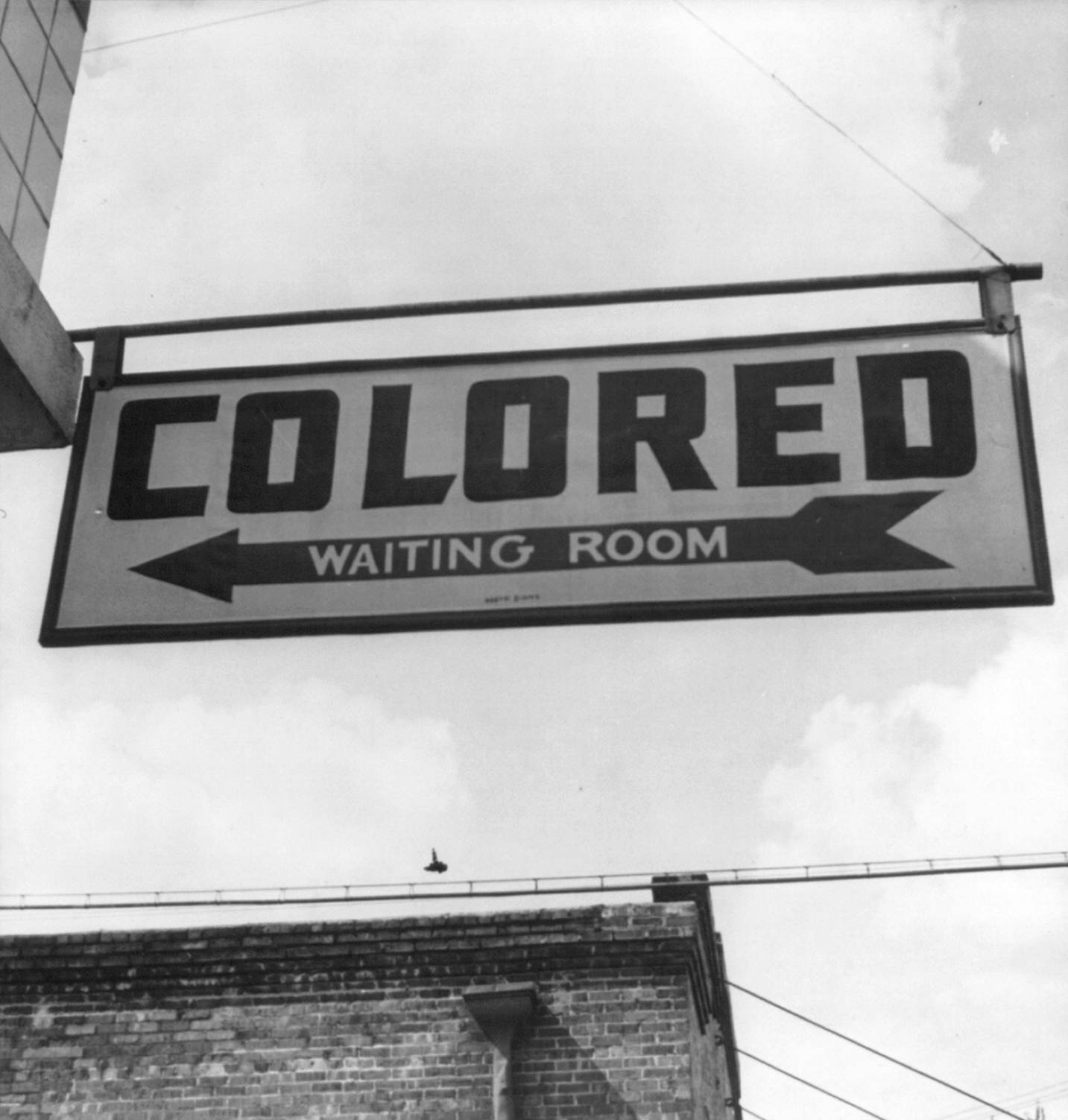
Знак «Для цветных», зал ожидания пассажиров в штате Джорджия, 1943 год

Расовая сегрегация в США — отделение белого населения США от иных этнических групп (главным образом чернокожих и индейцев). 
Осуществлялась через различные социальные преграды: раздельное обучение и воспитание, разграничение посадочных зон (белые — сидят впереди) в общественном транспорте и так далее. Различается сегрегация де-юре и де-факто. Законодательно расовая сегрегация отменена, однако существует мнение, что некоторые её проявления встречаются и сегодня.

## История
Отцы-основатели США, провозглашая в Конституции права и свободы народа Соединённых Штатов — американской нации — ограничивали её определённым этническим сообществом — белыми англосаксонскими протестантами. Не была исключена и возможность вхождения в американскую нацию представителей некоторых других народов Европы, например, германских протестантов — немцев и голландцев. Однако отношение к католикам[уточнить], — в частности, испанцам и французам, и, тем более, к латиноамериканцам, — было значительно хуже: согласно отцам-основателям, данные этносы находились за пределами американской нации. По расовому признаку членами американской нации не считались чернокожие американцы вплоть до 1875 года и американские индейцы — вплоть до 1924 года. До середины XIX века в США действовало «правило одной капли крови», согласно которому «небелыми» считались те, кто имел чёрных или индейских предков вплоть до седьмого поколения. Первоначально американская нация понималась как расово-этническая, а не как гражданская общность. Согласно историку А. И. Уткину, американская национальная идентичность сохраняла расово-этническую основу вплоть до начала Второй мировой войны, когда США приняли большое число иммигрантов из стран Восточной и Южной Европы (поляки, евреи, итальянцы и др.).
Официально расовая сегрегация существовала с принятия в 1865 году 13-й поправки к американской конституции, которая запрещает рабство. Её первые признаки — раздельные школы (для белых и темнокожих), отдельный общественный транспорт (существовал до 1970-х гг.), запреты на совместное размещение в отелях и мотелях, разделение на кафе и рестораны только для белых и для «цветных», в области услуг, афроамериканские воинские подразделения и тому подобное.
Когда Соединённые Штаты Америки вышли из Второй мировой войны, страна сохраняла широкий набор старых проблем. Одной из них была расовая дискриминация. Её существование было закреплено решением Верховного суда США 1896 года, утвердившим принцип «Раздельное, но равное» по отношению к сосуществованию чёрного и белого населения страны. К концу войны афроамериканцы оставались гражданами второго сорта, ущемлёнными во всех правах — политических, социальных, экономических. Худшее образование, жизнь в гетто, заработная плата, вдвое меньшая, чем у белых работников, зачастую невозможность участия в выборах. Дискриминация сохранялась и в вооружённых силах США в годы войны: была ликвидирована сегрегация в период боевой подготовки, афроамериканцы были допущены в боевые части, но в абсолютном большинстве они служили в отдельных подразделениях, жили в отдельных казармах и даже в случае необходимости переливания крови получали её из отдельных запасов.
Процесс поэтапного отказа от сегрегации (десегрегация) в Вооружённых силах ускорился после окончания Второй мировой войны, особо мощный толчок дала для него война в Корее с её необходимостью восполнять потери и увеличивать численность войск. К концу 1952 года интеграция «белых» и «цветных» подразделений была завершена во всех Вооружённых силах (в ВВС и на флоте десегрегация была в целом завершена ещё в 1950 году). Вооружённые силы США стали первым общественным институтом, покончившим с сегрегацией.

### Сегрегация в отношении японцев
В 1905 году через калифорнийский закон «о запрете смешанных браков» были запрещены браки между белыми и «монголами» (общий термин; в 1905 году так называли японцев, но не всех восточноазиатов). В октябре 1906 года комитет Сан-Франциско по вопросам образования проголосовал за сегрегацию школ по расовому признаку. Например, 93 ученикам этого округа приказали перейти в специальную школу «для своих» в Чайнатауне. Из них 25 школьников — американские граждане.
Эти антияпонские настроения витали и позже, о чём свидетельствует «Закон об исключении азиатов» от 1924 года. По этому закону американское гражданство американским японцам было практически невозможно получить. В годы Второй мировой войны примерно 120 тысяч этнических японцев интернировали в концентрационные лагеря, где они жили всю войну.

### Сегрегация в общественном транспорте
В 1944 году в Филадельфии прошла шестидневная забастовка белых транспортных рабочих из-за того, что руководство транспортной компании разрешило чернокожим работникам выполнять работу машинистов и кондукторов, которая ранее выполнялась только белыми работниками. Забастовка закончилась только после вмешательства армии.
По законам города Монтгомери в Алабаме чернокожие граждане не должны были занимать в автобусах первые четыре ряда, поскольку они предназначались «только для белых» — об этом свидетельствовала надпись при входе. Если все места «только для белых» были заняты, то сидящие чернокожие должны были уступить белым пассажирам свои «чёрные» места. Равнозначным этому можно считать туалеты в придорожных заведениях (в том числе на автобусных станциях), в которых была жёсткая сегрегация по цвету кожи.

В 1955 году представители движения за гражданские права начинают бойкот автобусных линий в Монтгомери. Они требуют отменить дискриминационные законы. Мартин Лютер Кинг так описывает проявления сегрегации в общественном транспорте южных штатов в 1955 году:
Среди водителей автобусов не было негров и, хотя некоторые белые водители были вежливы, слишком многие из них позволяли себе оскорбления и ругательства по отношению к неграм. Совершенно естественно было услышать в автобусе, как они кричали неграм: «Чёрные коровы», «ниггеры», «чёрные обезьяны». Нередко негры платили за проезд у входа, а затем были вынуждены сойти, чтобы снова сесть в автобус с задней площадки, и часто автобус уходил до того, как негр подходил к задней двери, увозя его плату за проезд. Негра заставляли стоять, хотя в автобусе были свободные места «только для белых». Даже если в автобусе не было белых пассажиров, а негров набивалось много, им не разрешалось садиться на первые четыре места. Если все места, предназначенные для белых, уже были ими заняты, а в автобус вошли новые белые пассажиры, негры, сидящие на нерезервированных местах, находящихся позади мест, предназначенных для белых, должны были встать и уступить им место. Если негр отказывался это сделать, его арестовывали. В большинстве случаев негры подчинялись этому правилу без возражения, хотя время от времени встречались такие, которые отказывались подчиниться этому унижению.

1 декабря 1955 года 42-летняя чернокожая швея из Алабамы Роза Паркс не уступила место белому мужчине в Монтгомери. Её арестовали и приговорили к штрафу. В том же году, в городе Монтгомери, в автобусах арестовали ещё пятерых женщин, двоих детей, и множество чёрных мужчин. Одного чернокожего водитель застрелил на месте. Тогда по инициативе Мартина Лютера Кинга чернокожие жители города объявили всеобщий бойкот общественному транспорту. Чернокожие владельцы машин перевозили «братьев по коже» своими силами, без какой-либо платы. Афроамериканцы поддерживали бойкот 381 день, который был назван «Ходьбой во имя свободы».
В это время автобусные компании понесли значительные убытки — 70 % от всех пассажиров автобусов в то время составляли чернокожие. Первоначально городские власти пытались расколоть движение (путём дезинформации в СМИ и дискредитации лидеров), но, когда это не помогло, полиция вступила в дело и начала преследовать активистов и давить на них всеми возможными методами. Чернокожих водителей останавливали, подвергали арестам под надуманными предлогами, — а их домашним угрожал Ку-Клукс-Клан. Так, в январе 1956 года в дом Мартина Лютера Кинга бросили бомбу, что породило новый всплеск движения среди чернокожих. После этого власти запустили «антибойкотный» закон от 1956 года, арестовав ещё сотню активистов. Суды против активистов были известны и за рубежом, в том числе, в Европе.
После подачи иска от активистов Федеральный окружной суд констатировал незаконность автобусной сегрегации. Прокуратура Монтгомери апеллировала в Верховный суд США, который оставил решение окружного суда в силе. В ту же ночь члены Ку-Клукс-Клана, прибывшие на 40 грузовиках, провели показательное шествие с целью запугивания местных жителей. 20 декабря 1956 года сегрегацию городских автобусов в Монтгомери отменили законодательно. На это решение расисты ответили террором: расстрелом автобусов, взрывом самодельной бомбы в кварталах с чернокожими жителями и избиением чернокожих.

### Сегрегация в школах
В 1951 году чернокожий житель штата Канзас Оливер Браун подал иск против городского школьного совета от имени восьмилетней дочери (дело «Браун против Совета по образованию»). В иске Браун указал, что его дочь должна посещать школу для белых, которая была через 5 кварталов от дома, в отличие от «чёрной школы», которая располагалась через 21 квартал (фактически на противоположной окраине города). Когда суд отклонил требование Брауна, другие чернокожие подали аналогичные иски как в Канзасе, так и в других штатах (Южная Каролина, Виргиния и Делавэр). После серии разбирательств дело было принято Верховным судом США, который в 1954 году признал, что сегрегация в школах лишает чернокожих детей «равной защиты законами», что противоречит Четырнадцатой поправке к Конституции США. Решением суда был установлен юридический запрет на расовую сегрегацию в школах в указанных штатах.
Ряд южных штатов протестовал против данного решения. Суд штата Алабама, в частности, постановил безосновательность юридического запрета Верховного суда по причине противоречия с законодательством штатов.
В 1957 году в город Литл-Рок штата Арканзас ввели федеральные войска из-за отказа губернатора штата выполнять решение суда.
В начале сентября в первый день занятий девять чернокожих детей (позднее известны как «девятка из Литл-Рока») пытаются пройти в школу, но их со штыками встречают вооружённые солдаты Национальной гвардии штата, находящиеся в подчинении губернатора. Толпа белых запугивает детей, — угрозы, оскорбления. Одна из школьниц, Элизабет Экфорд, делится воспоминаниями своего первого школьного дня:
Я подошла к школе и наткнулась на охранника, который пропускал белых учеников… Когда я попробовала протиснуться мимо него, он поднял свой штык, потом это же самое сделали и другие охранники… Они так враждебно смотрели на меня, что я очень испугалась и не знала, что делать. Я обернулась и увидела, что сзади на меня наступает толпа… Кто-то выкрикнул «Линчевать её! Линчевать её!» Я попыталась найти глазами хоть одно дружелюбное лицо в толпе, хоть кого-нибудь, кто мог бы мне помочь. Я посмотрела на одну пожилую женщину, и её лицо показалось мне добрым, но когда наши глаза встретились вновь, она на меня плюнула… Кто-то крикнул «Тащите её к дереву! Надо заняться ниггером!»
В 1958 году Верховный суд вновь подтвердил своё решение.

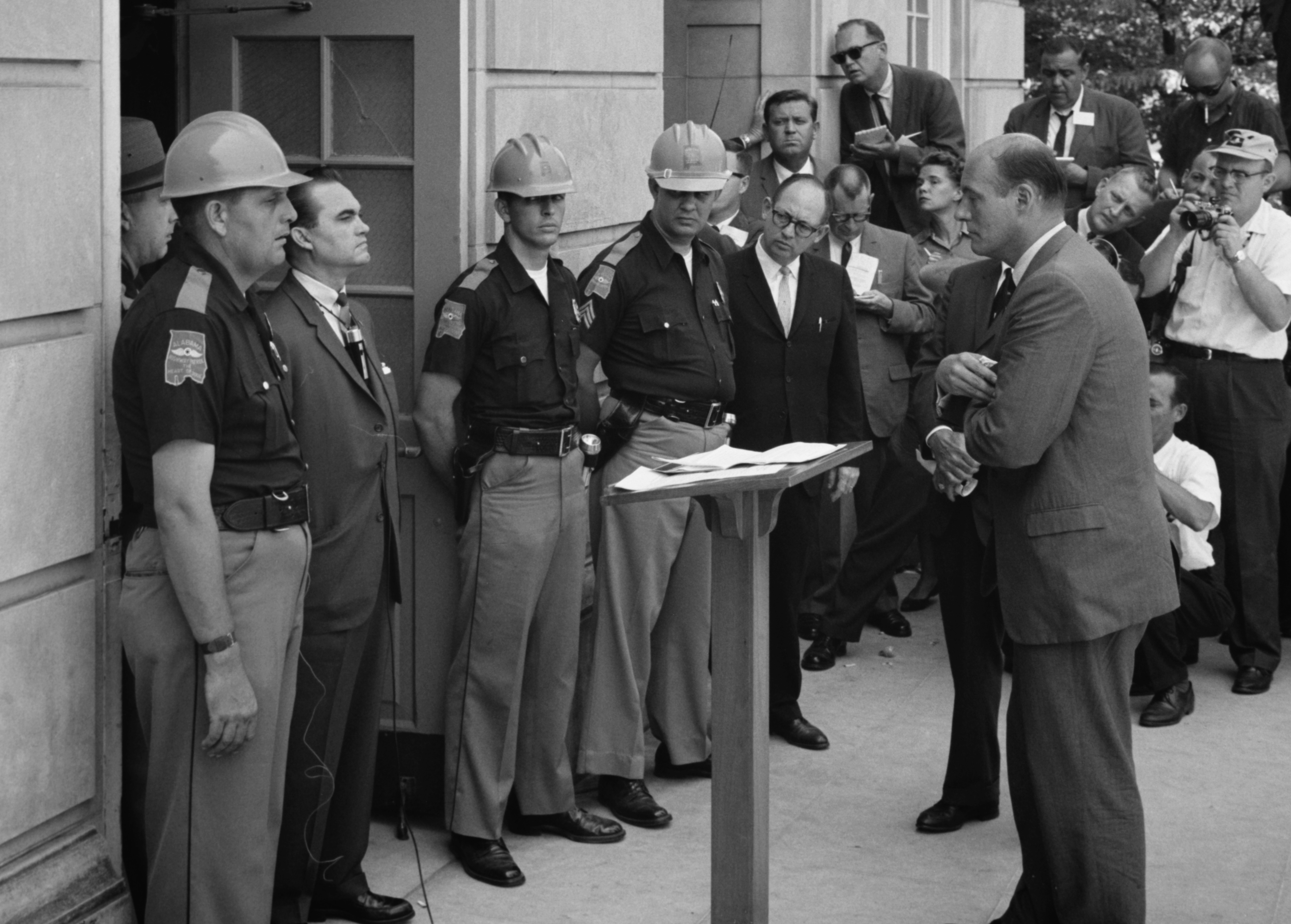
Джордж Уоллес блокирует вход в университет Алабамы, чтобы не допустить туда чёрных студентов

### Запрет на смешанные браки
Как часть сегрегации, институт запрета смешанных браков поддерживался американским законодательством вплоть до 1967 года. В частности, это положение запрещало смешанные браки американских военнослужащих с жителями оккупационной зоны в Германии.

### Сегрегация в общественных местах

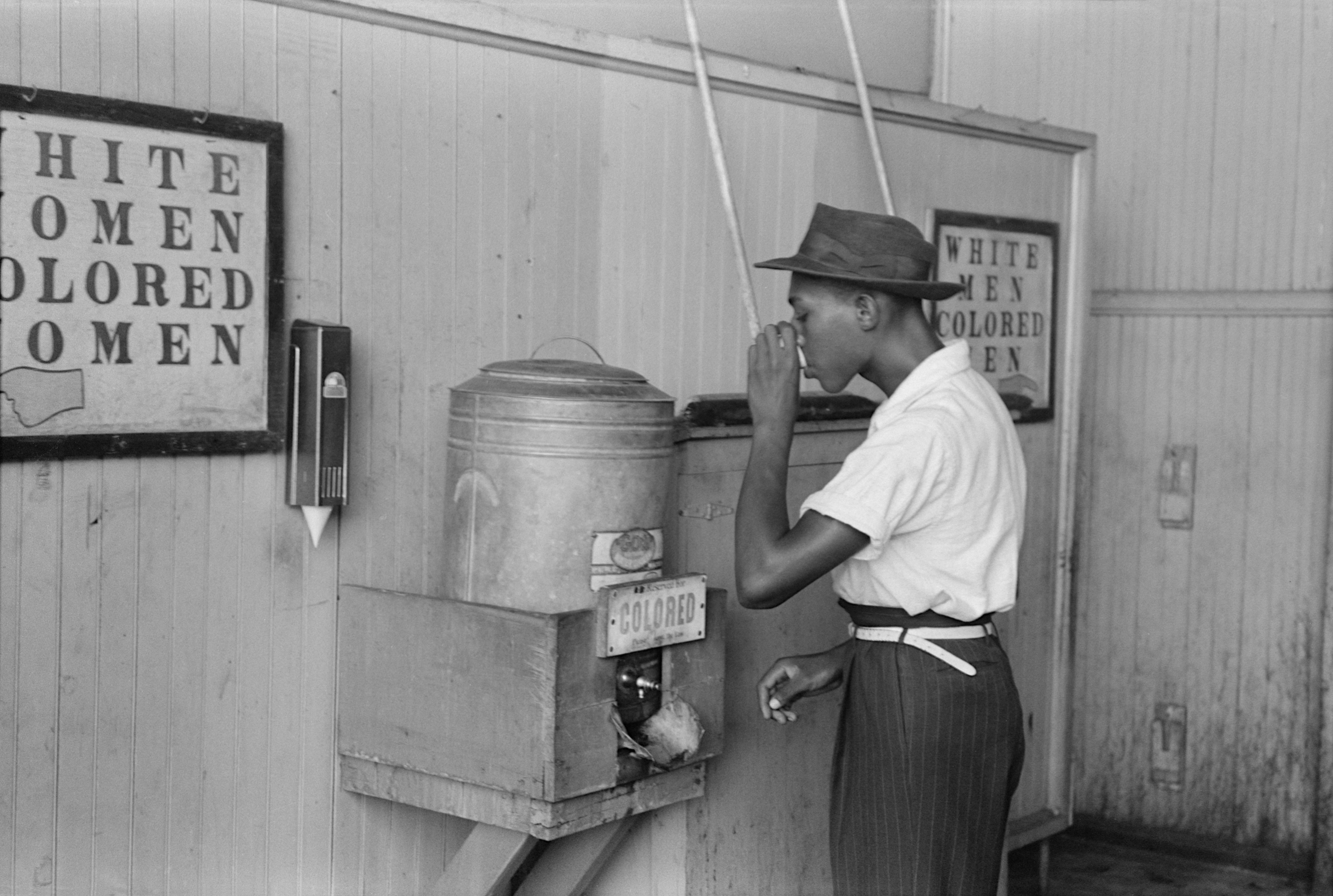
Ёмкость с водой для цветных в транспортном терминале в Оклахоме. Фотография Рассела Ли (1939 год).

В 1919 году в Чикаго был убит чёрный подросток. По тем временам — проступок для чернокожего серьёзный: он заплыл в озере на сторону «для белых». Последовали массовые беспорядки в Чикаго с серьёзными жертвами.
В 1961 году в Олбани (штат Джорджия) местные чёрные провели кампанию за десегрегацию общественных мест. На помощь им прибыл сам Мартин Лютер Кинг. Последовали мирные демонстрации протеста. В ответ власти города провели массовые аресты, были закрыты парки и библиотеки. Масштабы борьбы были таковы, что около 5 % городских чёрных было арестовано. Чёрная кампания в Олбани оказалась проиграна.

## Сегрегация сейчас
Волнения и массовые вооружённые выступления чернокожих на юге США происходили и в 1970—80-е гг. Так, в Майами для подавления выступлений чернокожих неоднократно привлекалась национальная гвардия.
Существует мнение, что расовая сегрегация не уходит из учебных заведений и сейчас. В докладе Проекта по гражданским правам Гарвардского университета 2006 года профессор Гэри Орфилд говорит: «Уровень сегрегации в стране поднялся до уровня конца 1960-х годов. Мы растеряли почти весь прогресс, достигнутый в ходе отмены сегрегации в городских сообществах».

## Отражение проблемы в кинематографе
Проблема сегрегации чернокожего населения нашла своё отражение в фильме «Зелёная книга». Это американская комедийная биографическая драма режиссёра Питера Фаррелли. Картина рассказывает реальную историю путешествия по югу США в 1962 г. известного чернокожего пианиста Дона Ширли и обычного белого водителя Тони Валлелонга, между которыми со временем возникает дружба. Главные роли исполнили Вигго Мортенсен, Махершала Али и Линда Карделлини. Точно так же, с помощью комедии и музыки, тему 1962 года затрагивал фильм 1988 года «Лак для волос», заканчивающийся десегрегацией музыкального конкурса и танцплощадок явочным порядком.